# نهر هيلينا

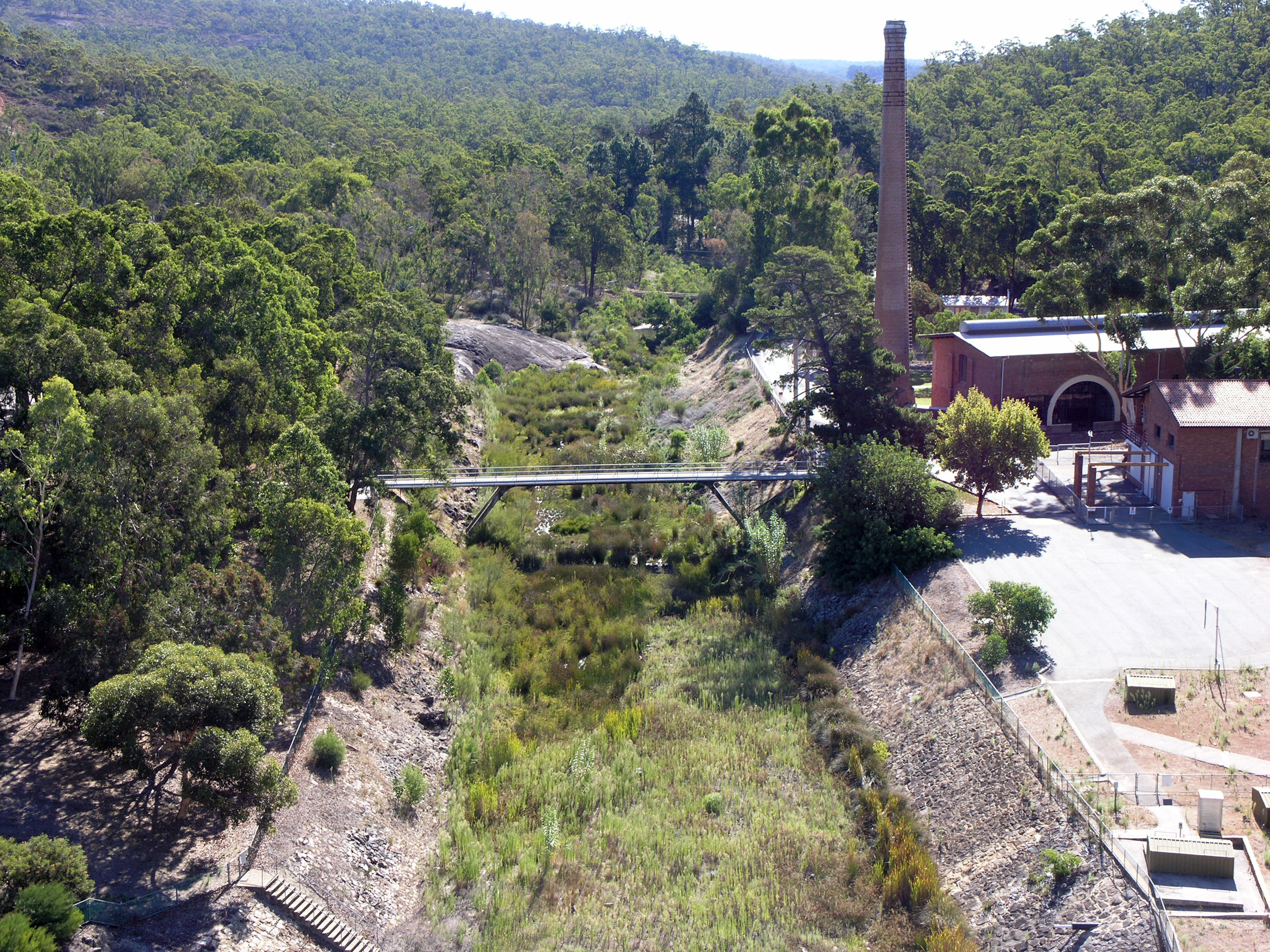
نهر هيلينا في مبنى موندارينغ وير على اليمين هو محطة الضخ الأصلية لخط أنابيب حقول الذهب

نهر هيلينا هو أحد روافد نهر سوان في غرب أستراليا. يبتدئ النهر في البلد الواقع شرق جبل ديل ويتدفق من الشمال الغربي إلى موندارينغ وير، حيث تم بناء السد ثم تدفق غربًا حتى وصل إلى دارلنج سكارب.
```
يمر عبرالضفة الغربية لدارلينغ سكارب بين غوسبيري هيل غرين ماونت هيل قبل ان يلتقي إلى نهر سوان على الضفة لجنوبية للمدينة التاريخية وهي الآن ضاحية في 
جيلفورد
.
```

## منطقة مستجمعات المياه
```
العديد من روافد نهر هيلينا لم تسمى بسبب موسميتها وحجمها. ومع ذلك اليها الجانب الشمالي من مستجمعات مياه نيانا كريك وعلى الجانب الجنوبي بيس بروك فهي مهمة في انتقالها عبر المناطق السكنية مما يجعلها عرضة لمشاكل البيئة الحضرية. 
```

مستنقع هيلينا العلوي أي فوق موندارينغ وير على الجانب الشمالي من بحيرة سي.واي أوكونور (المعروف سابقًا باسم نهر هيلينا ريسيرفوار) وهو عبارة عن مجموعة من الجداول التي تصب في غابة الولاية رقم 71 و 13:
- مان غولي
- شينامان جولي
- جونز جولي
- مايكل جولي
- شونسي جولي
- مدل بروك هيلينا بروك
- هانكوك بروك
- ايمو بروك
- وارين بروك

## البيئة
في الجهة المرتفعة من الأرض يمر نهر هيلينا عبر غابة الولاية أو المحمية وقد كان هذا مفيدًا لبعض مناطق مستجمعات المياه. حيث كان بمثابة حاجز مهم بين المستوطنات الحضرية في منطقتي موندارنج وكالاموندا وتم التعرف على النباتات في وادي هيلينا باعتبارها ذات أهمية بالثراء النسبي.
يوجد في دارلينجتون منطقة وادي هيلينا المحلية مساكن ومزارع على ضفافه قبل أن يصب إلى سهل سوان الساحلي.
في بلفيو وميدلاند مر النهر قديمًا للمواقع الصناعية الخطرة ويشمل هذا موقع ورشات ميدلاند للسكك الحديدية وساحات بيع المواشي في ميدلاند.

## السدود

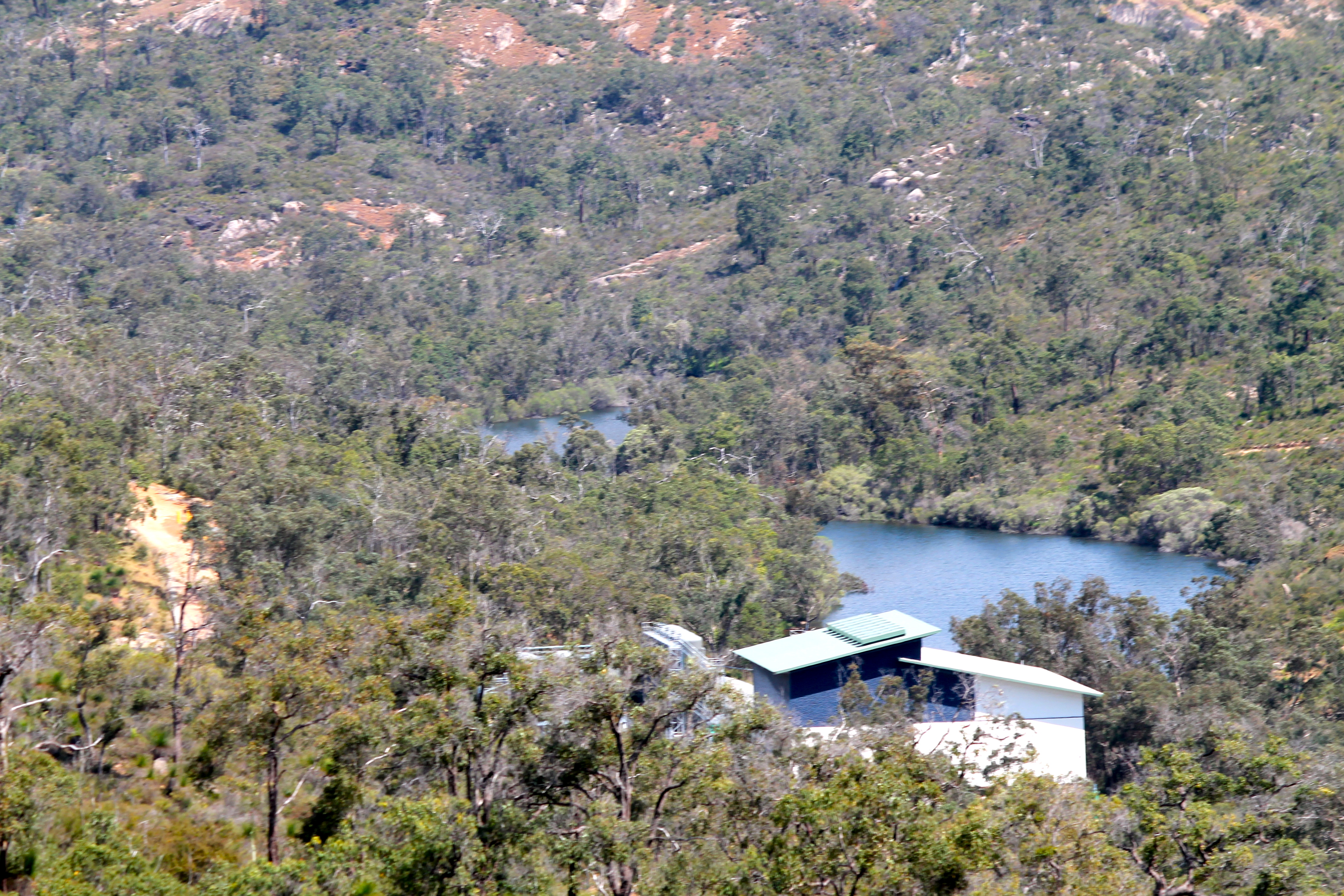
منطقة سد الأنابيب في عام 2012

تم سدها في مكانين، والأكثر شهرة هو السد العلوي للنهر المعروف باسم موندارينغ وير الذي كان جزءًا من نظام إمدادات المياه في حقول سي.واي اوكونور.
منذ أن تم إنشاء السد السفلي المعروف باسم سد هيلينا السفلى للأنبوب السفلي في سبعينيات القرن العشرين، تم تقليل فيضان نهر هيلينا السفلي (في شرق غيلدفورد وجيلدفورد) بشكل كبير يتم ضخ معظم المياه التي يتم جمعها في سد Pipehead (بايبهيد) إلى موندارينغ وير.
بسبب هذا تم فرض قيود على البشر في مستجمعات نهر هيلينا لعدم السماح بالأنشطة التي تؤثر على جودة سد بايبهيد على الرغم من كونها مجاورة للمناطق السكنية داخل شاير موندارنج على الجانب الشمالي لمستجمع نهر هيلينا.

## الجسور
كان تصميم الجسور وقوتها مرتبطين بارتفاع تدفق المياه قبل بناء سد الأنابيب، حيث حدثت فيضانات كبيرة في أوائل ومنتصف القرن العشرين.
الجسور الرئيسية في:
- موندارينغ أسفل طريق موندارينغ وير، بنيت عام: 1965، نوع الهيكل: الخرسانة المسلحة، البنية الفوقية: لوح مسطح صلب، الطول: 48.76 متر، العرض: 9.12 متر.
- وادي هيلينا شارع سكوت، بني عام: 1933، نوع الهيكل: خشب، الهيكل العلوي، الأخشاب المستديرة: الطول: 44 متر، العرض: 10.77 متر.
- وادي هيلينا - طريق رو السريع، بني عام: 1985، نوع الهيكل: خرسانة سابقة الإجهاد، البنية الفوقية: عارضة متكاملة وألواح، الطول: 54 متر، العرض: 17.64 متر.
- ميدلاند - الطريق العسكري، بني عام: 1952، نوع الهيكل: خشب، هيكل علوي: الأخشاب المستديرة: الطول: 55.92 متر، العرض: 8.7 متر.
- وودبريدج - طريق أمهيرست، بني عام: 1969، نوع الهيكل: خرسانة سابقة الإجهاد، البنية الفوقية t-beam المقلوبة، الطول: 73.4 متر، العرض: 11.6 متر.
- شرق غيلدفورد - شارع المياه، المسمى: جسر موريسون، بني عام: 1964، نوع الهيكل: خرسانة سابقة الإجهاد، البنية الفوقية: لوح مسطح صلب، الطول: 70.12 متر، العرض: 10.54 متر.
- غيلدفورد - الطريق السريع الشرقي/شارع جونسون، بني عام: 1935، نوع الهيكل: خشب، هيكل علوي: الأخشاب المستديرة: الطول: 92.95 متر، العرض: 11.8 متر.

## الملاحظات
هيئة تخطيط غرب أستراليا، القسم الغربي من أستراليا. هيئة المياه والأنهار (2003)، إستراتيجية استخدام الأراضي وإدارة المياه لمنطقة مستجمعات المياه الوسطى في هيلانة: نشرتها لجنة تخطيط غرب أستراليا للتعليق العام، أغسطس 2003، هيئة تخطيط غرب أستراليا:
```
ISBN 978-0-7309-9393-3
```

هيئة تخطيط غرب أستراليا (2010)، إستراتيجية استخدام الأراضي وإدارة المياه لمنطقة مستجمعات هيلانة الوسطى، هيئة تخطيط غرب أستراليا:
ISBN 978-0-7309-9976-8
https://www.mainroads.wa.gov.au/OurRoads/Facts/Pages/StateRoadNetworkMaps.aspx
^الطرق الرئيسية، أستراليا الغربية. 4 أبريل 2017.